# البيان (رواية)
البيان  (بالإنجليزية: The Statement)‏ هي رواية للكاتب الكندي برايان مور، نشرت عام 1995، عن دار نشر بلومزبري. 